# Magaria Tounkour
Magaria Tounkour (auch: Tounkour) ist ein Dorf in der Landgemeinde Droum in Niger.

## Geographie
Das von einem traditionellen Ortsvorsteher (chef traditionnel) geleitete Dorf befindet sich rund 19 Kilometer westlich des Hauptorts Droum der gleichnamigen Landgemeinde, die zum Departement Mirriah in der Region Zinder gehört. Zu den Siedlungen in der näheren Umgebung von Magaria Tounkour zählen Daratchama im Nordwesten, Zangon Illo im Osten sowie Maïwando Haoussa und Sabar Peulh im Süden.
Es herrscht das Klima der Sahelzone vor, mit einer durchschnittlichen jährlichen Niederschlagsmenge zwischen 300 und 400 mm.

## Geschichte
Die französische Kolonialverwaltung richtete Anfang des 20. Jahrhunderts einen Kanton in Magaria Tounkour ein. Dieser wurde 1924 aufgelöst und dem Kanton Droum angeschlossen. Bei einer Untersuchung im Jahr 1990 wurde beim Befall mit der Saugwürmer-Art Schistosoma haematobium unter den 10- bis 13-Jährigen im Ort eine Prävalenz von sechs Prozent festgestellt.

## Bevölkerung
Bei der Volkszählung 2012 hatte Magaria Tounkour 2485 Einwohner, die in 386 Haushalten lebten. Bei der Volkszählung 2001 betrug die Einwohnerzahl 1705 in 302 Haushalten und bei der Volkszählung 1988 belief sich die Einwohnerzahl auf 1342 in 252 Haushalten.

## Wirtschaft und Infrastruktur
Mit einem Centre de Santé Intégré (CSI) ist ein Gesundheitszentrum im Dorf vorhanden. Es verfügt über ein eigenes Labor und eine Entbindungsstation.